# Clásico RCN 2008
La 48.ª edición del Clásico RCN de ciclismo comenzó el 18 de octubre de 2008 en San Andrés Isla y terminó el 26 en Cali, en Colombia. Su principal patrocinador fue la empresa cervecera colombiana Pilsen.

## Equipos participantes
| Equipo                                     | Jefes de filas              |
| ------------------------------------------ | --------------------------- |
| EBSA - Coordinadora                        | Álvaro Sierra               |
| UNE                                        | Giovanni Báez               |
| Colombia es Pasión - Coldeportes           | Iván Parra                  |
| Indeportes - Lotería de Boyacá             | José Castelblanco           |
| Indeportes - Aguardiente antioqueño - IDEA | Luis Laverde                |
| Frutidelicias del Valle                    |                             |
| Alcaldía de Tunja                          | Óscar Sevilla               |
| GW Shimano - EPM                           | Juan Diego Ramírez Calderón |
| Ron Santafé - Coldeportes                  |                             |
| Boyacá es para Vivirla                     |                             |
| Alcaldía de Manizales                      |                             |
| Indeportes Boyacá                          |                             |
| Espoli - Snoodle (Ecuador)                 |                             |

## Etapas
| Etapa | Fecha         | Recorrido                       | km         | Ganador           | Líder           |
| ----- | ------------- | ------------------------------- | ---------- | ----------------- | --------------- |
| 1ª    | 18 de octubre | San Andrés isla–San Andrés isla | 30,9 (CRE) | Alcaldía de Tunja | Óscar Sevilla   |
| 2ª    | 19 de octubre | San Andrés isla–San Andrés isla | 102.4      | Félix Cárdenas    | Félix Cárdenas  |
| 3ª    | 20 de octubre | Zipaquirá–Arcabuco              | 168,5      | Javier González   | Félix Cárdenas  |
| 4ª    | 21 de octubre | Ventaquemada–Girardot           | 238,9      | Juan Pablo Forero | Félix Cárdenas  |
| 5ª    | 22 de octubre | Girardot–Armenia                | 160        | Mauricio Ortega   | Mauricio Ortega |
| 6ª    | 23 de octubre | Santa Rosa de Cabal–Bello       | 206,8      | Alex Cano         | Mauricio Ortega |
| 7ª    | 24 de octubre | Sabaneta–Manizales              | 179.4      | Fernando Camargo  | Óscar Sevilla   |
| 8ª    | 25 de octubre | Manizales–Buga                  | 223,3      | Jhon Fredy García | Óscar Sevilla   |
| 9ª    | 26 de octubre | Palmira–Cali                    | 33,5 (CRI) | Juan Carlos López | Óscar Sevilla   |

## Clasificaciones finales

### Clasificación general
| Pos. | Nombre            | Nacionalidad | Equipo                                 | Tiempo      |
| ---- | ----------------- | ------------ | -------------------------------------- | ----------- |
| 1    | Óscar Sevilla     | España       | Alcaldía de Tunja                      | 32h 49' 53" |
| 2    | Mauricio Ortega   | Colombia     | UNE                                    | +40"        |
| 3    | Juan Carlos López | Colombia     | UNE                                    | + 2' 30"    |
| 4    | Víctor Niño       | Colombia     | EBSA-Coordinadora                      | + 3' 02"    |
| 5    | Luis Laverde      | Colombia     | Indeportes-Aguardiente antioqueño-IDEA | + 3' 38"    |
| 6    | Fernando Camargo  | Colombia     | Indeportes-Lotería de Boyacá           | + 3' 57"    |
| 7    | Giovanni Báez     | Colombia     | UNE                                    | + 4' 22"    |
| 8    | Janier Acevedo    | Colombia     | Indeportes-Aguardiente antioqueño-IDEA | + 5' 44"    |
| 9    | Darwin Atapuma    | Colombia     | Indeportes-Aguardiente antioqueño-IDEA | + 6' 01"    |
| 10   | Alex Cano         | Colombia     | Indeportes-Aguardiente antioqueño-IDEA | + 6' 04"    |